# 59 Armia (ZSRR)
59 Armia (ros. 59-я армия) – związek operacyjny Armii Czerwonej z okresu II wojny światowej.

## Historia
W czasie walk na froncie wschodnim 59 Armia wchodziła w skład kilku związków operacyjno-strategicznych Armii Czerwonej, w tym Frontu Wołchowskiego. Następnie, będąc w składzie wojsk 1 Frontu Ukraińskiego uczestniczyła w walkach na ziemiach polskich. Dowodzona była przez gen. płk Iwana Korownikowa. Funkcję szefa sztabu pełnił gen. mjr Nikołaj P. Kowalczuk. Brała udział w walkach na przyczółku baranowsko-sandomierskim i z tego przyczółka 12 stycznia 1945 rozpoczęła natarcie w ramach ofensywy zimowej.
Uczestnicząc w operacji sandomiersko-śląskiej brała udział w walkach o górnośląski okręg przemysłowy.
W bojach z wojskami Grupy Armii Środek w rejonie Głogówka rozbiła oddziały niemieckie wchodzące w skład 1 Armii Pancernej.

## Dowództwo armii
Dowódcy:
- gen. mjr Iwan Gałanin (02.11.1941–25.04.1942)
- gen. mjr/gen. lejtn. Iwan Korownikow (25.04.1942–09.07.1945)

Obsada w 1945 roku:
- dowódca gen. lejtn. Iwan Korownikow
- członkowie Rady Wojennej: gen. mjr Piotr Liebiediew(inne języki), gen. mjr Jakow Polakow
- szef sztabu gen. mjr Nikołaj P. Kowalczuk

## Struktura organizacyjna
- 43 Korpus Armijny
- 115 Korpus Armijny
- 93 Korpus Armijny[a][2].